# Аланис, Освальдо
Осва́льдо Алани́с Панто́ха (исп. Oswaldo Alanís Pantoja) — мексиканский футболист, центральный защитник клуба «Масатлан». Выступал за сборную Мексики.

## Клубная карьера

### «Эстудиантес Текос»
С 2007 года Аланис играл за «Эстудиантес Текос» в Ассенсо MX, а на второй год пребывания в команде они перешли в чемпионат Мексики. 29 апреля 2009 года он дебютировал на высшем уровне с «Текос» под руководством тренера Мигеля Эрреры в матче против клуба «Америка» на стадионе Ацтека. Он вышел на замену вместо Рафаэля Медины в 82-й минуте матча, матч завершился победой «Текос» 2:1. Он дебютировал в Кубке Либертадорес 27 января 2010 в матче против клуба «Хуан Аурич», который завершился поражением 0:2. Аланис забил свой первый и единственный гол за «Текос» 12 марта 2010 года в матче против «Индиос», завершившемся победой «Текос». В составе команды Освальдо участвовал в Интерлиге 2010 (турнир за выход на Кубок Либертадорес 2010), на котором он сыграл четыре игры и забил гол в ворота клуба «Америка» на 3-й минуте матча.

### «Сантос Лагуна»
31 мая 2012 было официально объявлено, что Освальдо Аланис присоединится к действующему чемпиону «Сантос Лагуна» в течение Апертуры 2012 года. Он дебютировал за «Сантос Лагуну» 1 сентября 2012 в матче против «УАНЛ Тигрес», которая закончилась в 3-1 победа для Сантос. Во время Лиги чемпионов КОНКАКАФ 2012/2013 Аланис и его команда дошли до финала, проиграв финал против клуба «Монтеррей» с общим счётом 4:2. 11 февраля 2014 Аланис вернулся в Кубок Либертадорес после 4-летнего отсутствия в игре против «Арсенала Саранди», выиграв матч.
Аланис забил свой первый гол за «Сантос Лагуну» 26 июля 2013 в матче против клуба «Крус Асуль». «Сантос Лагуна» выиграла этот матч со счётом 3:2.

### «Гвадалахара»
10 июня 2015 года было объявлено, что Освальдо Аланис перешёл в «Гвадалахару». 2 августа 2015 года футболист дебютировал за новый клуб в матче против команды «Крус Асуль», однако, уже на 9-й минуте был заменён из-за травмы.

### Испания
В мае 2018 года было объявлено о переходе Аланиса в клуб испанской Ла Лиги «Хетафе» после чемпионата мира 2018. В августе он покинул «Хетафе» по обоюдному согласию сторон, не сыграв ни одного матча за клуб.
28 августа 2018 года Аланис присоединился к клубу Сегунды «Реал Овьедо», подписав двухлетний контракт. 12 июня 2019 года Аланис расторг контракт с «Реал Овьедо» по обоюдному согласию сторон.

### Возвращение в «Гвадалахару»
12 июня 2019 года Аланис вернулся в «Чивас», подписав трёхлетний контракт.

### «Сан-Хосе Эртквейкс»
28 января 2020 года Аланис был взят в аренду клубом MLS «Сан-Хосе Эртквейкс» на один год с возможностью продления. Свой дебют в MLS, 29 февраля 2020 года в матче стартового тура сезона против «Торонто», отметил голом. 9 декабря 2020 года «Эртквейкс» продлил аренду Аланиса на сезон 2021. По окончании сезона MLS 2021 Аланис вернулся в «Чивас де Гвадалахара».

### «Масатлан»
6 января 2022 года Аланис перешёл в «Масатлан» несмотря на интерес к нему со стороны клубов чемпионата Австралии.

## Карьера в сборной

### Мексика U20
Освальдо Аланис был игроком сборной Мексики, участвовавшей в молодёжном чемпионате КОНКАКАФ 2009 и появился только в матче против Тринидада и Тобаго. Мексика финишировала последней в своей группе и не смогла квалифицироваться на чемпионат мира 2009 для футболистов до 20 лет.

### Мексика U23
Аланис сыграл за сборную Мексики до 23 лет в трёх товарищеских матчах: против клубов «Пачука», «Толука» и «Торос Неса». В последнем из них забил единственный гол за сборную. Он был включён в предварительную заявку сборной на отборочный турнир Америки на Олимпийские игры 2012, но не попал в окончательный состав.

### Мексика
В июне 2011 года Освальдо был вызван тренером Луисом Фернандо Тена на Кубок Америки 2011. На турнире Аланис был запасным и на поле не вышел.
Через три года после последнего вызова в сборную Освальдо был вызван тренером Мигелем Эррерой (который тренировал «Эстудиантес Текос» в 2009 году) в сборную на два товарищеских матча против сборных Чили (6 сентября) и Гондураса (9 сентября).
Освальдо дебютировал в сборной 6 сентября 2014, начав матч в стартовом составе и отыграв все 90 минут в матче против Чили, закончившемся нулевой ничьей. Первый гол за сборную забил 9 сентября в матче с Гондурасом.
В июне 2015 года был вызван на Золотой кубок КОНКАКАФ 2015 вместо травмированного Эктора Морено. На турнире отыграл все три матча плей-офф, в том числе и финал, а сборная Мексики выиграла турнир.

## Достижения
- Чемпион Мексики (2): 2014 (Апертура), 2015 (Клаусура)
- Обладатель Кубка Мексики (3): Апертура 2014, Апертура 2015, Клаусура 2017
- Обладатель Суперкубка Мексики (1): 2016
- Победитель Лиги чемпионов КОНКАКАФ (1): 2018
- Победитель Золотого кубка КОНКАКАФ (1): 2015

## Статистика за карьеру

### Клуб
| Данные о клубе    | Данные о клубе    | Данные о клубе    | Лига | Лига | Кубок         | Кубок         | Континентальные  | Континентальные  | Итого | Итого |
| Сезон             | Клуб              | Лига              | Игры | Голы | Игры          | Голы          | Игры             | Голы             | Игры  | Голы  |
| Мексика           | Мексика           | Мексика           | Лига | Лига | Кубок Мексики | Кубок Мексики | Северная Америка | Северная Америка | Итого | Итого |
| ----------------- | ----------------- | ----------------- | ---- | ---- | ------------- | ------------- | ---------------- | ---------------- | ----- | ----- |
| Апертура 2007     | Эстудиантес Текос | Ассенсо MX        | 5    | 0    | -             | -             | -                | -                | 5     | 0     |
| Клаусура 2008     | Эстудиантес Текос | Ассенсо MX        | 2    | 0    | -             | -             | -                | -                | 2     | 0     |
| Апертура 2008     | Эстудиантес Текос | Ассенсо MX        | 10   | 0    | -             | -             | -                | -                | 10    | 0     |
| Клаусура 2009     | Эстудиантес Текос | Лига MX           | 5    | 0    | -             | -             | -                | -                | 5     | 0     |
| Апертура 2009     | Эстудиантес Текос | Лига MX           | 13   | 0    | -             | -             | -                | -                | 13    | 0     |
| Бисентенарио 2010 | Эстудиантес Текос | Лига MX           | 16   | 3    | 4             | 1             | 1                | 0                | 21    | 4     |
| Апертура 2010     | Эстудиантес Текос | Лига MX           | 7    | 0    | -             | -             | -                | -                | 7     | 0     |
| Клаусура 2011     | Эстудиантес Текос | Лига MX           | 12   | 1    | -             | -             | -                | -                | 12    | 1     |
| Апертура 2011     | Эстудиантес Текос | Лига MX           | 1    | 0    | -             | -             | -                | -                | 1     | 0     |
| Клаусура 2012     | Эстудиантес Текос | Лига MX           | 10   | 0    | -             | -             | -                | -                | 10    | 0     |
| Итого             | Эстудиантес Текос | Эстудиантес Текос | 81   | 4    | 4             | 1             | 1                | 0                | 86    | 5     |
| Апертура 2012     | Сантос Лагуна     | Лига MX           | 8    | 0    | -             | -             | 3                | 0                | 8     | 0     |
| Клаусура 2013     | Сантос Лагуна     | Лига MX           | 1    | 0    | -             | -             | -                | -                | 1     | 0     |
| Апертура 2013     | Сантос Лагуна     | Лига MX           | 17   | 1    | 2             | 0             | -                | -                | 17    | 1     |
| Клаусура 2014     | Сантос Лагуна     | Лига MX           | 15   | 0    | -             | -             | 6                | 0                | 16    | 0     |
| Апертура 2014     | Сантос Лагуна     | Лига MX           | 17   | 0    | 6             | 1             | -                | -                | 23    | 1     |
| Клаусура 2015     | Сантос Лагуна     | Лига MX           | 13   | 0    | 2             | 1             | -                | -                | 15    | 1     |
| Итого             | Сантос Лагуна     | Сантос Лагуна     | 71   | 1    | 10            | 2             | 9                | 0                | 90    | 3     |
| Апертура 2015     | Гвадалахара       | Liga MX           | 1    | 0    | -             | -             | -                | -                | 1     | 0     |
| Итого             | Гвадалахара       | Гвадалахара       | 1    | 0    | 0             | 0             | 0                | 0                | 1     | 0     |
| Итого за карьеру  | Итого за карьеру  | Итого за карьеру  | 153  | 5    | 14            | 3             | 10               | 0                | 177   | 8     |

### Международная
| Сборная Мексики | Сборная Мексики | Сборная Мексики |
| Год             | Игры            | Голы            |
| --------------- | --------------- | --------------- |
| 2014            | 4               | 1               |
| 2015            | 7               | 0               |
| Итого           | 11              | 1               |

#### Голы за сборную
| # | Дата           | Стадион                                         | Противник | Счёт | Результат | Соревнование |
| - | -------------- | ----------------------------------------------- | --------- | ---- | --------- | ------------ |
| 1 | 9 октября 2014 | Виктор Мануэль Рейна, Тустла-Гутьеррес, Мексика | Гондурас  | 2:0  | 2:0       | Товарищеский |